# Tristan de Montepeloso
Tristan (n. înainte de 1020) a fost un mercenar care, din 1042, a devenit primul senior de Montepeloso.
Spre deosebire de colegii săi mercenari, care erau în majoritate normanzi, Tristan era originar din Bretagne. El a fost unul dintre cei 12 baroni conducători (din dinastia Hauteville), drept pentru care a fost implicat în divizarea regiunilor cucerite în Apulia.
Tristan a sosit în regiunea Mediteranei probabil în jurul anului 1030. El a luat parte în campania din Sicilia întreprinsă de generalul bizantin George Maniaces în 1038. În 1042, Guillaume Braț de Fier a fost ales conte al normanzilor și a avut loc divizarea teritoriilor. Montepeloso a devenit capitala sa, el primind regiunea Potenza. El s-a căsătorit cu o soră a lui Guillaume, semnând două diplome ale fratelui și succesorului acestuia, Drogo de Hauteville, ca Tristainus cognatus comitis: "Tristan, rudă a contelui".
Există posibilitatea ca el să fi fost acel Tristan care, în 1073, a ridicat fortăreața Deliceto, în apropiere de Foggia, ale cărei ruine mai sunt vizibile și în prezent.